# Krach im Hinterhaus (1935)
Krach im Hinterhaus ist eine deutsche Filmkomödie, die 1935 unter der Regie von Veit Harlan gedreht wurde. Die Uraufführung des Schwarzweißfilms, der auf dem gleichnamigen Bühnenstück von Maximilian Böttcher basiert, erfolgte am 20. Dezember 1935 in mehreren Städten. Die Berliner Premiere fand am 2. Januar 1936 im Ufa-Theater Kurfürstendamm, Ufa-Theater Friedrichstraße sowie im Titania-Palast statt.
1941 folgte mit Krach im Vorderhaus (Regie: Paul Heidemann) eine indirekte Fortsetzung mit größtenteils anderen Darstellern. Eine Neuverfilmung von Krach im Hinterhaus entstand 1949 unter der Regie von Erich Kobler. Weitere Adaptionen entstanden jeweils 1963, 1966 und 1971 für das Fernsehen.

## Handlung
Es herrscht Streit in einem Berliner Mehrparteienwohnhaus, wo August Krüger der Hausverwalter ist. Aus dem Kohlenkeller werden wiederholt Briketts gestohlen. Es wird auf Aufklärung gedrängt, und Hausverwalter Krüger lenkt den Verdacht „vertraulich“ auf die Wäscherin Witwe Bock, die mit ihrer Tochter Ilse zusammenwohnt. Die junge, naive „Göre“ Edeltraut hört einige dieser Verdächtigungen mit an. Ilse, die sich mit Erich Horn trifft, wird ebenfalls von Krüger denunziert, da sie mit diesem „Autokavalier“ poussiere – der hat jedoch ernsthafte Absichten und will sich mit ihr verloben.
Die von Krüger gestreuten Verdächtigungen tun ihre Wirkung, und Witwe Bock wird vom Ehepaar Schulze geschnitten. Der Mitbewohner Bäcker Kluge, ein Schürzenjäger, geht mit Paula Schulze, hat jedoch Absichten auf Ilse Bock. In dem Klima des Misstrauens, das Witwe Bock entgegengebracht wird, entscheidet diese sich zu einem drastischen Mittel – sie präpariert Schwarzpulver-Briketts und lässt diese anonymerweiser mit einem von Ilse getippten Schreibmaschinen-Brief bei Familie Schulze abgeben, die die Briketts im Kohlenkeller unterbringen sollen, so dass der nichtsahnende Dieb sie verfeuert und damit auffliegt.
Erich Horn, der inzwischen promoviert hat und Assessor ist, stellt sich Witwe Bock vor, da er um die Hand von Ilse anhält. Als eine Explosion im ganzen Haus zu hören ist, wobei Hausverwalter Krüger geschockt aber anscheinend nicht verletzt wird, ist er mit seinem Diebstahl und Schwindel aufgeflogen. Da jedoch die Art der Selbstjustiz mit den Sprengbriketts als Anschlag zu werten ist, kommt es zum Prozess gegen Familie Schulze, die die Briketts im Keller postiert hat. In diesem Prozess wird pikanterweise Familie Schulze von Assessor Dr. Erich Horn vertreten, während das Ehepaar Krüger von dessen Vater Justizrat C. Horn vertreten wird. Erich Horn ahnt noch nicht, dass seine Verlobte und deren Mutter ebenfalls in den Fall verwickelt sind.
Im Gerichtsfall hört man zudem Amtsgerichtsrat Müller und den Staatsanwalt. Die „Göre“ Edeltraut hat verschiedene Gespräche teilweise mit angehört und Verschiedenes beobachtet und kann zur Aufklärung beitragen. Offen bleibt der vermutete Unbekannte, der überhaupt erst die Sprengbriketts ins Spiel gebracht hat. Als Witwe Bock aussagen soll und offensichtlich eine Falschaussage machen will, schreitet ihre Tochter Ilse ein, die sie vor einem Meineid bewahren will, und deckt den wahren Sachverhalt auf. Die Witwe Bock rechtfertigt sich daraufhin und fragt unter anderem: „Ist denn meine Ehre weniger Wert, als ein oller Kachelofen, der in die Luft fliegt?“
Schließlich wird Witwe Bock zu 4 Wochen auf Bewährung verurteilt, Familie Schulze zu 50 Reichsmark und die Krügers werden eingesperrt. Zwischen Ilse und Erich kommt es zu einer kurzzeitigen Trennung, da er empört darüber ist, nicht informiert worden zu sein. Als er jedoch mitbekommt, dass Bäckermeister Kluge sich weiter um Ilse bemüht, eilt er zu ihr, um die Verbindung zu erneuern. Kluge wiederum erfährt, dass Paula, die er vernachlässigt hatte, ein Kind von ihm erwartet, und steht dann zu ihr. Der Film endet versöhnlich mit einer Szene der versammelten Hausgenossen, wobei Bäcker Kluge in seiner Rede ausspricht, dass er nun über Umwege zu seiner richtigen Frau gefunden habe.

## Entstehungsgeschichte

### Vorgeschichte und Vorproduktion
Der bis dahin als Bühnen- und Filmschauspieler tätige Veit Harlan gab im Januar 1935 mit der Inszenierung des Stücks Hochzeit an der Panke (So war Berlin) sein Debüt als Theaterregisseur. Im März folgte, ebenfalls im Theater am Schiffbauerdamm, das Berliner Volksstück Krach im Hinterhaus, das sich zu einem großen Erfolg entwickelte.
Bereits im Juli des gleichen Jahres wurde eine Verfilmung von Krach im Hinterhaus durch die in Berlin ansässige ABC-Filmproduktion angekündigt. Neben Harlan als Regisseur sollte auch ein Teil der Bühnenbesetzung übernommen werden, darunter Rotraut Richter, Reinhold Bernt, Gerhard Bienert und Helmut Weiss. Zudem konnte man den einstigen Stummfilmstar Henny Porten für die Hauptrolle verpflichten, während die Hauptdarstellerin auf der Bühne, Ilse Fürstenberg, im Film eine größere Nebenrolle erhielt. Ursprünglich sollten auch Carsta Löck, Fritz Kampers und Ida Wüst in dem Film mitwirken, wozu es aus terminlichen Gründen allerdings nicht kam.
Nahezu zeitgleich mit dem Vorbereitungen zu Krach im Hinterhaus hatte Veit Harlan im Sommer 1935 erstmals die Gelegenheit, an dem von Willy Schmidt-Gentner inszenierten Film Die Pompadour als Drehbuchautor und Dialogregisseur mitzuwirken.

### Produktion
Die Dreharbeiten zu Krach im Hinterhaus fanden von Ende Oktober bis Mitte November 1935 in Berlin statt. Laut Regisseur Harlan wurden für das Filmprojekt lediglich 11 Drehtage und Herstellungskosten von 200.000 Reichsmark (aktuell etwa 1.069.000 Euro) benötigt. Die Atelieraufnahmen entstanden im Terra-Glashaus in Berlin-Marienfelde, wo die Filmarchitekten Hermann Warm und Bruno Lutz „einen vollständig geschlossenen Bau“ mit „Raum für große Totalen“ schufen. Produktionsleiter war Hans Lehmann. Als künstlerischer Oberleiter fungierte Drehbuch-Mitautor Reinhold Meißner, der dem weitgehend unerfahrenen Veit Harlan bei seinem Debüt als Filmregisseur zur Seite stand.

### Musik
Die Filmmusik wurde von Will Meisel und Fritz  Domina komponiert. Will Meisel steuerte auch das im Film von Otto Albrecht gesungene Lied Aber Mariechen, sei doch nicht so (Text: Günther Schwenn) bei.

## Rezeption

### Veröffentlichung
Die Uraufführung von Krach im Hinterhaus erfolgte am 20. Dezember 1935 in den Städten Bielefeld, Bochum, Breslau (Capitol), Danzig, Eisenach, Erfurt und Hildesheim. Die Berliner Premiere fand am 2. Januar 1936 im Ufa-Theater Kurfürstendamm, Ufa-Theater Friedrichstraße sowie im Titania-Palast statt.
Der Film wurde 1945 in die Liste von nicht zur öffentlichen Aufführung freigegebenen Filme aufgenommen. Tatsächlich enthält der Film einige Szenen, die auf seine Entstehungszeit hinweisen. So werfen in der Gerichtsverhandlung die Angeklagten dem Hausverwalter Krüger und seiner Frau vor, „Freidenker“ und „Kommunisten“ zu sein. Darauf antwortet diese, sich schon wieder „uff det Kirchenamt“ angemeldet zu haben, und er ergänzt „und auch bei die Partei“, die NSDAP, worauf ein Zuschauer ruft: „Aber wir wer'n dir wohl nich uffnehm', Aujust!“ Edeltraut Panse, gespielt von Rotraut Richter, fragt währenddessen: „Kommt der Schulze nun auf Festung oder ins Konzertlager?“. Es handelt sich dabei möglicherweise um den einzigen Hinweis auf die Errichtung von Konzentrationslagern in einem deutschen Spielfilm aus der NS-Zeit.
1960 wurde Krach im Hinterhaus in der Bundesrepublik Deutschland durch den Filmverleih Transit Film erneut aufgeführt. Bisher existieren keine Veröffentlichungen auf Video oder DVD.

### Kritiken und Publikumsresonanz
Der Film-Kurier freute sich über ein neues Milieu im Film, das viel zu selten von den Herstellern beachtet wird.
Die Zeitschrift Der Film lobte: „Es ist ein strahlender und kräftiger Filmjunge geworden“. Krach im Hinterhaus sei „ein Film der neuen Gesichter“ sowie „ein Film um das Tagesschicksal der harter Arbeit nachgehenden Menschen, von denen man als Masse keine klare Vorstellung hat.“ Veit Harlan habe mit seinem Regiedebüt sein „Befähigungs-Gesellenstück“ geliefert.
Die Deutsche Filmzeitung urteilte: „Sagen wir es unumwunden, wir freuen uns, Henny Porten wiederzusehen; sagen wir es aber im selben Satz, wir hätten gehofft, sie anders wiederzusehen… Sie wird – weil sie keine Berliner Waschfrau und Büglerin ist – von den anderen, die den Berliner Boden fester unter den Füßen fühlen, fast überspielt. Das ist die erste Schwäche des Films. Seine zweite Schwäche rührt von der Regie (Veit Harlan), die keineswegs mangelhaft ist, wohl aber manchen filmischen Effekt unausgenützt ließ und viele filmisch begonnenen Szenen ins Theatermäßige, Bühnenmäßige einbiegen ließ. […] Gerade in diesem Film müßte Atmosphäre alles sein. Wie hampelt die Gerichtsverhandlung zwischen Leben und schlechtem Theater, wie unausgeglichen ist gerade hier die Führung der Regie.“
Krach im Hinterhaus übertraf mit seinem Einspielergebnis wesentlich ambitioniertere, aufwendigere Filme. Unter den großen Kinoerfolgen der 1930er Jahre war dies die einzige Low-Budget-Produktion eines dazu noch unbekannten Regisseurs.
1936 erschien Krach im Hinterhaus auch als Roman.